# Meckenheim (Rhénanie-du-Nord-Westphalie)
Pour les articles homonymes, voir Meckenheim.

Meckenheim est une ville de Rhénanie-du-Nord-Westphalie (Allemagne), située dans l'arrondissement de Rhin-Sieg, dans le district de Cologne, dans le Landschaftsverband de Rhénanie.

## Histoire
| Appartenances historiques Électorat de Cologne 953-1797 République cisrhénane (Rhin-et-Moselle) 1797-1802 République française (Rhin-et-Moselle) 1802-1804 Empire français (Rhin-et-Moselle) 1804-1813 Royaume de Prusse (Grand-duché du Bas-Rhin) 1815-1822 Royaume de Prusse (Province de Rhénanie) 1822-1918 République de Weimar 1918-1933 Reich allemand 1933-1945 Allemagne occupée 1945-1949 Allemagne 1949-présent |

## Jumelage
La ville de Meckenheim est jumelée avec :
- Le Mée-sur-Seine (France) depuis 1988
- Bernau bei Berlin (Allemagne) depuis 1990
- Pozoblanco (Espagne) depuis 2018

## Personnalités liées à la ville
- Johann Adam Schall von Bell (1592-1666), jésuite né à Lüftelberg.
- Norbert Röttgen (1965-), homme politique né à Meckenheim.